# Boikot
I Boikot sono un gruppo musicale ska punk spagnolo.

## Storia
Il gruppo nacque nel 1987 ed iniziò la sua carriera suonando in bar e locali privati. Dopo un paio di modifiche nella composizione del gruppo, nel 1990 registrarono il loro primo album con l'etichetta Barrabás: Los Ojos de la Calle.
Dopo l'uscita di un secondo album con la medesima etichetta, tuttavia, il gruppo prese la strada dell'autoproduzione con il business BKT. Nel 1995 e nel 1996, infatti, registrarono due nuovi album, prodotti autonomamente. Di questo periodo sono le varie partecipazioni a festival.
In seguito il gruppo si concentrò sul progetto di una trilogia: la Ruta del Che, che racconta la vita di Ernesto Guevara. La realizzazione di questi tre dischi avvenne in contemporanea ad un tour che vedeva i Boikot impegnati in varie città di Messico, Cuba ed Argentina.
Dopo la Ruta del "Che" i Boikot hanno realizzato altri tre album.

## Stile ed influenze
Soprattutto nei primi album il gruppo ha una forte vicinanza al genere ska. In seguito, però, arriverà all'hard rock passando per il punk. Il gruppo ha ricevuto una forte influenza da gruppi rock quali Leño, Burning e Barricada, soprattutto nei primi dischi. Nella trilogia La Ruta del Che si può notare come i Boikot abbiano ricevuto una forte influenza anche dai ritmi latino-americani, coinvolgendo nel loro stile la musicalità e gli strumenti propri di quelle zone.

## Componenti
- Alberto Pla: voce e chitarra
- "Kosta" Vázquez: voce e chitarra
- Juan C. "Grass" Zapata: percussioni
- Juan Carlos Cabano: voce e chitarra

## Discografia
- Los Ojos de la Calle, 1990
- Con Perdón de los Payasos, 1992
- Cría Cuervos, 1995
- Tu Condena, 1996
- Ruta del Che - No Mirar, 1997
- Ruta del Che - No Escuchar, 1997
- Ruta del Che - No Callar, 1998
- Historias Directas de Boikot, 2000
- De Espaldas al Mundo, 2002
- Tus Problemas Crecen, 2004
- Amaneció, 2008